# Antonino Giammona
Antonino Giammona (né en 1820 à Passo di Rigano (it), un quartier de Palerme, en Sicile, alors dans le royaume des Deux-Siciles) est l'un des représentants les plus anciens de la mafia sicilienne. Il était à la tête de la cosca (en) (clan mafieux) de l'Uditore (it), dans la Conca d'Oro près de Palerme. 
On connaît son histoire principalement via le rapport du préfet de police de Palerme, Emiliano Sangiorgi. Plusieurs membres de sa famille, dont son fils, Giuseppe, l'un des inculpés du maxi-procès de 1901, et son beau-fils, firent également partie de la mafia. Né dans la misère, Giammona fonda sa richesse principalement sur le racket des exploitations de citron près de Palerme ainsi que sur le vol de bétail, bénéficiant d'appuis importants au sein de la haute société, en particulier de ceux du baron Turrisi Colonna et de l'une des deux familles les plus riches de Palerme, les Florio, en particulier du richissime armateur Ignazio Florio Jr..

## De l'expédition des Mille à la Garde nationale
Présenté comme un ouvrier agricole issu d'une famille misérable, il sait pourtant écrire et compter. Il s'enrichit lors des troubles précédant l'unification italienne, notamment lors de la révolution de 1848 devenant d'abord gabellotto (locataire) de jardins puis propriétaires d'un patrimoine estimé entre 200000 et 300000 lires. Contre les Bourbons qui régnaient sur le royaume des Deux-Siciles, il combattit avec Garibaldi et s'associa en tant que leader d'une squadra à l'expédition des Mille, qui conquit Palerme en mai 1860. Giammona devint alors membre de la Garde nationale, montant en grade jusqu'à devenir capitaine. En cette qualité, il écrasa en 1866 l'insurrection de Palerme dite Sette e mezzo: de révolutionnaire, il était devenu protecteur de l'ordre établi.

## Le racket de Galati
À la tête d'une cosca (en) (clan mafieux), il eut des démêlés avec le Dr Gaspare Galati, qui gérait le Fondo Riella, une propriété où on cultivait des citrons, située à Malaspina, à quinze minutes de Palerme. Ce dernier se fit en effet racketter par la cosca de Giammona, qui régnait sur la région d'Uditore. Celle-ci fit assassiner deux de ses gardiens, le premier le 2 juillet 1874 et le second en janvier 1875. Menacé de mort, Galati s'enfuit à Naples et envoya en août 1875 un mémorandum au ministère de l'Intérieur affirmant qu'au moins 23 meurtres avaient eu lieu, en 1874, dans le village de l'Uditore (800 habitants), aucune enquête n'ayant aboutie. Ce mémorandum incita le ministre à demander au préfet de police de Palerme un rapport sur les activités criminelles locales, qui décrivit le rituel d'initiation de la mafia.
Giammona dissimulait ses activités derrière une confrérie religieuse, les « Tertiaires de saint François d'Assise », dirigée par le frère Rosario, ancien moine capucin, ex-indicateur de police des Bourbons et chapelain de prison, ce qui lui permettait de transmettre des messages aux détenus. Selon un rapport du chef de la police de Palerme, qui le soupçonnait d'avoir commandité plusieurs meurtres, le patrimoine de Giammona s'élevait en 1875 (à 55 ans) à 150 000 lires.
L'épisode de Galati conduisit à une enquête mineure sur Giammona, qui fut défendu à l'époque par le baron Turrisi Colonna, qui lui fournit des avocats et s'indigna des accusations portées contre son protégé, ainsi que par le marquis Pasqualino, tous deux propriétaires de plantations d'agrumes et de terres dans la zone contrôlée par le suspect. Les relations entre Giammona et le baron Colonna, qui publia par ailleurs un rapport sur les activités criminelles en Sicile, restent de l'ordre de la spéculation: furent-elles de franche complicité ou de racket? Quoi qu'il en soit, lors des élections de novembre 1874, Giammona fit gagner au baron, candidat de gauche, une cinquantaine de voix ; le suffrage étant alors restreint à 2 % de la population, cela était considérable, permettant son élection en tant que député. Il reçoit également le soutien de l'avocat Gestivo, ancien républicain qui témoigne devant la Commission parlementaire d'enquête sur la Sicile de 1875-1876 pour le défendre et qui est, lors des élections municipales de l'année suivante, le mieux élu de la liste régionaliste.
Les liens de la mafia couvraient alors tout le spectre politique : en juin 1875, le député Diego Tajani (en) révèle au Parlement que la droite avait encouragé, après les émeutes de 1866, la police à collaborer avec la mafia en échange d'informations contre l'opposition ou certains malfaiteurs.

## L'ascension de Giammonna et le maxi-procès de 1901
L'ascension de Giammona se poursuivit, celui-ci se faisant le chef d'une alliance entre les familles mafieuses de Passo di Regano, Piana dei Colli (it) et Perpignano. Outre le pizzo recueilli pour « protéger » les exploitations d'agrumes de déprédations et sabotages, il s'était investi, au moins depuis 1862, dans le non moins lucratif vol de bétail. Il habitait ainsi, en 1898, une grande maison via Cavallaci, à Passo di Regano. Le rapport Sangiorgi (it), nommé d'après son auteur, le préfet de police de Palerme Ermanno Sangiorgi, nommé par le président du Conseil Luigi Pelloux, citait ainsi Giammona:
« Il prodigue des conseils fondés sur sa grande expérience et son long passé criminel. Il donne des instructions sur la façon de commettre des actes délictueux et de construire ensuite sa défense, en produisant des alibis sans faille. »
À cette époque, Giammona entra en guerre avec un rival, le « chef suprême » de la mafia Francesco Siino, dirigeant de la cosca de Malaspina. Une vendetta opposa les deux clans, se battant pour la domination locale en se provoquant (sfregio) mutuellement. Le clan Giammona remporta la guerre, qui attira l'attention de l'opinion publique lorsqu'on découvrit quatre cadavres dans un puits en 1897. En octobre 1897, les deux clans furent contraints de faire la paix par les différentes familles mafieuses, lors d'une réunion à l'église de San Francesco di Paolo à Borgo, mais celle-ci fut de courte durée.
En effet, Siino fut pris le 25 octobre 1899 en flagrant délit sur la scène d'un meurtre d'un mafiusi, et devint l'un des premiers pentito (repenti) de l'histoire de la mafia, cité lors du maxi-procès de 1901. Lors du procès, Giammona, qui avait personnellement échappé à toute inculpation, reçut le soutien non seulement du baron Turrisi Colonna, mais aussi de la riche famille Florio, Ignazio Florio Jr., l'un des plus riches héritiers de l'Italie, ne daignant même pas se déplacer au tribunal. Son fils, Giuseppe Giammona, capo de Passo di Rigano, fut cependant inculpé pour association de malfaiteurs en juin 1901, aux côtés des frères Noto et de Tommaso d'Aleo, chef de la cosca d'Acquasanta . Le beau-fils de Giammona, Gaetano Cina, était sottocapo de Cina .
Cette guerre fratricide fut rapprochée par Leopoldo Franchetti (1847-1917), auteur d'un rapport sur la criminalité en Sicile avec Sidney Sonnino, avec la rébellion en 1517, contre le vice-roi Monteleone, dirigée par Giovan Luca Squarcialupo, origine possible des légendes faisant remonter la mafia au Moyen Âge. Giammona est mort en paix, sans avoir jamais été véritablement inquiété par la police.